# Simone Bourday
Pour les articles homonymes, voir Bourday et Lourdelet.
Simonne Edmonde Lourdelet dite Simone Bourday, née le 23 août 1912 au Raincy (Seine-et-Oise), morte de la tuberculose le 27 décembre 1943 à la clinique de l'Alma dans le 7e arrondissement de Paris, est une actrice française.

## Filmographie
- 1929 : Le Crime de Sylvestre Bonnard d'André Berthomieu
- 1930 : La Vie miraculeuse de Thérèse Martin de Julien Duvivier
- 1930 : Les Galeries Washington (Les galeries Lévy et Cie) d'André Hugon
- 1930 : La Douceur d'aimer de René Hervil : Simone
- 1930 : Au bonheur des dames de Julien Duvivier
- 1930 : Pirates et compagnie de Marcel Bothier et Noël Renard
- 1931 : Les Quatre Vagabonds de Lupu Pick : Marie
- 1931 : Mon ami Victor d'André Berthomieu : Hélène
- 1931 : Le Train des suicidés d'Edmond T. Gréville
- 1931 : La Voie du bonheur de Léo Joannon
- 1932 : Le Rosier de Madame Husson de Dominique Bernard-Deschamps : La rosière
- 1932 : Le Bidon d'or de Christian-Jaque : Ginette
- 1932 : Pomme d'amour de Jean Dréville : Clémence
- 1932 : Tout ça va changer de Max de Rieux
- 1933 : Les Aventures du roi Pausole (Die Abenteuer des Königs Pausole) d'Alexis Granowsky : Thierrette
- 1933 :  La Voix sans visage  (La voix du châtiment) de Léo Mittler : Jeanne
- 1933 : La Margoton du bataillon de Jacques Darmont
- 1933 : L'Ami Fritz de Jacques de Baroncelli : Suzel
- 1933 : L'Article 382 (ou La Montre) de Christian-Jaque (moyen métrage)
- 1934 : Chansons de Paris de Jacques de Baroncelli : Clara
- 1934 : Itto de Jean Benoît-Lévy et Marie Epstein : Françoise
- 1934 : La Porteuse de pain de René Sti : Louise
- 1934 : Roi de Camargue de Jacques de Baroncelli : Livette
- 1934 : Un de la montagne de Serge de Poligny
- 1936 : Tout va très bien madame la marquise de Henry Wulschleger : Annaïk
- 1936 : Sous la terreur de Marcel Cravenne et Giovacchino Forzano
- 1936 : La Terre qui meurt, de Jean Vallée : Marie-Rose
- 1940 : Après Mein Kampf, mes crimes d'Alexandre Ryder